# Spirits Dancing in the Flesh
Spirits Dancing in the Flesh – piętnasty album studyjny zespołu Santana wydany w 1990.

## Lista utworów
Opracowano na podstawie materiału źródłowego.
1. „Let There Be Light” (Santana, Thompson)
2. „Gypsy Woman” (Mayfield)
3. „It’s a Jungle out There” (Santana)
4. „Soweto (Africa libre)” (Santana, Thompson, Johnson)
5. „Choose” (Santana, Thompson, Ligertwood)
6. „Peace on Earth...Mother Earth...Third Stone from the Sun” (Coltrane, Santana, Hendrix)
7. „Full Moon” (Rustichelli)
8. „Who’s that Lady” (Isley, Isley, Isley, Isley, Isley, Jasper)
9. „Jin-go-lo-ba” (Olatunji)
10. „Goodness and Mercy” (Santana, Thompson)

## Twórcy
Opracowano na podstawie materiału źródłowego.
- Carlos Santana – gitara
- Benny Rietveld – gitara basowa
- Chester Thompson – instrumenty klawiszowe
- Alex Ligertwood – wokal
- Walfredo Reyes – perkusja
- Raul Rekow – instrumenty perkusyjne, konga
- Vernon Reid – keyboard, syntezator
- Jim Gaines – keyboard, syntezator

## Listy sprzedaży
| Lista           | Kraj              | Pozycja |
| --------------- | ----------------- | ------- |
| Billboard 200   | Stany Zjednoczone | 85      |
| UK Albums Chart | Wielka Brytania   | 68      |